# Ногалес (Аризона)
Ногалес (енгл. Nogales) град је у америчкој савезној држави Аризона. По попису становништва из 2010. у њему је живело 20.837 становника.

## Демографија
Према попису становништва из 2010. у граду је живело 20.837 становника, што је 41 (0,2%) становника мање него 2000. године.
| Група             | 2000.          | 2010.          |
| Белци             | 1.139 (5,5%)   | 803 (3,9%)     |
| Афроамериканци    | 78 (0,4%)      | 75 (0,4%)      |
| Азијати           | 67 (0,3%)      | 126 (0,6%)     |
| Хиспаноамериканци | 19.539 (93,6%) | 19.793 (95,0%) |
| Укупно            | 20.878         | 20.837         |